# روس بيري
روس بيري (بالإنجليزية: Ross Perry)‏ (7 فبراير 1990 المملكة المتحدة - ) هو لاعب كرة قدم بريطاني يلعب كمدافع.

## روابط خارجية
- روس بيري على موقع الاتحاد الأوربي (الإنجليزية)
- روس بيري على موقع الاتحاد الإسكتلندي (الإنجليزية)
- روس بيري على موقع قاعدة بيانات كرة القدم.إي يو (الإنجليزية)
- روس بيري على موقع Soccerbase.com (لاعب) (الإنجليزية)
- روس بيري على موقع Soccerway.com (الإنجليزية)
- روس بيري على موقع عالم كرة القدم.نت (الإنجليزية)
- روس بيري على موقع GSA (الإنجليزية)